# Daniela Hantuchová
Statistiky a dosažené výsledky tenistky obsahuje článek Hráčské statistiky Daniely Hantuchové

Daniela Hantuchová (* 23. dubna 1983 Poprad) je slovenská bývalá profesionální tenistka, která na okruh WTA Tour vstoupila v roce 1999. Je jednou z pěti hráček tenisové historie, kterým se podařilo získat Grand Slam ve smíšené čtyřhře, tzn. vyhrát všechny čtyři největší tenisové turnaje. Od roku 2006 je členkou tenisové školy v Evropě barcelonské Akademie Casala a Sancheze. Její poradkyní v programu Partners for Success byla Martina Navrátilová, se kterou si krátkou dobu na počátku roku 2005 zahrála na okruhu čtyřhru.
Ve své kariéře na okruhu WTA Tour vyhrála pět titulů ve dvouhře a devět ve čtyřhře. V rámci okruhu ITF získala tři tituly ve dvouhře a jeden ve čtyřhře.
Na žebříčku WTA byla ve dvouhře nejvýše klasifikována v lednu 2003 na 5. místě a ve čtyřhře pak v srpnu 2002 také na 5. místě. Více než čtyři roky ji trénoval anglický trenér Nigel Sears a zkušebně také Harold Solomon, poté byli kouči Angel Giménez (2009) a Matej Lipták (2011). K roku 2012 neměla žádného stálého trenéra.
Nafotila snímky pro vydání Sports Illustrated Swimsuit Issue 2009, v němž se objevila spolu s Ruskou Marií Kirilenkovou a Francouzkou Taťánou Golovinovou v sérii nazvané Volley of the Dolls (Volej koček).

## Sportovní kariéra

### Přehled
Během své kariéry vyhrála tři turnaje WTA ve dvouhře. První byl turnaj kategorie Tier I nazvaný Pacific Life Open v roce 2002, kdy ve finále porazila Martinu Hingisovou 6–3, 6–4, druhý, v březnu 2007 pak stejný turnaj, kdy znova porazila Hingisovou ve čtvrtém kole a Světlanu Kuzněcovovou ve finále 6–3, 6–4 a třetí v rakouském Linci v říjnu 2007, kde zdolala Patty Schnyderovou 6–4, 6–2.
Do finále dvouhry se dostala i na dalších čtyřech turnajích – (Filderstadt 2002, kde prohrála s Kim Clijstersovou, Eastbourne 2004, kde prohrála se Světlanou Kuzněcovovou, Los Angeles 2005, kde opět prohrála s Kim Clijstersovou a 2006 Zürich Open, kde prohrála s Marií Šarapovovou).

### 2002

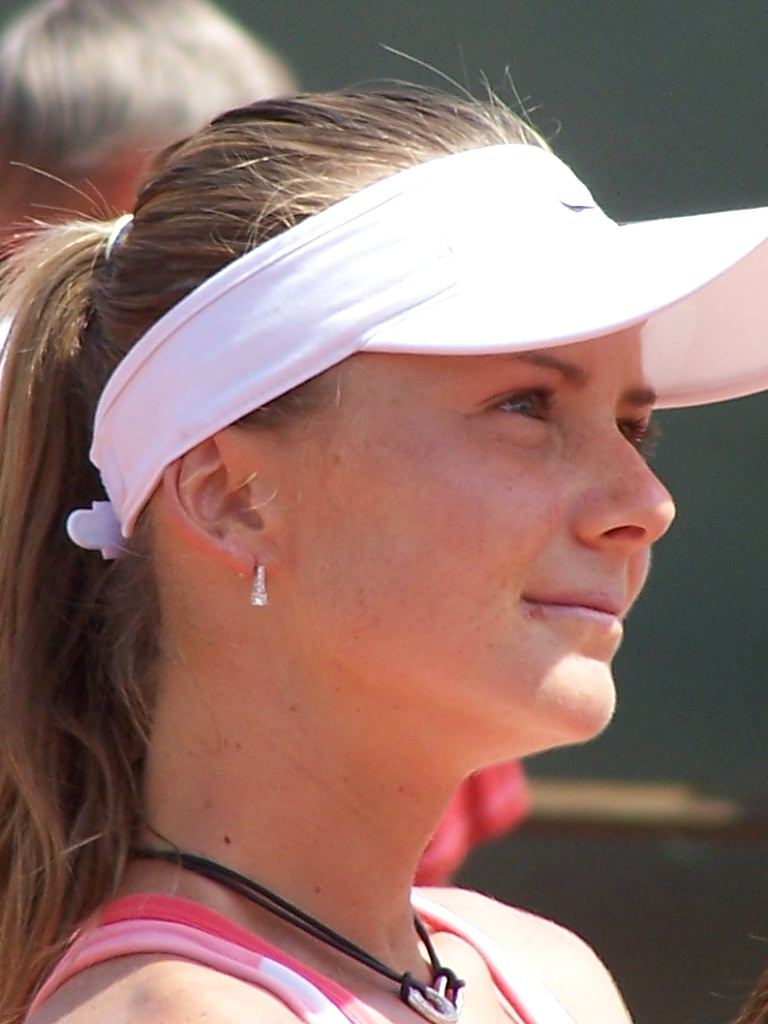
Daniela Hantuchová na French Open 2006.

Rok 2002 se pro ni stal přelomovým, když v něm vyhrála první turnaj na okruhu WTA, prestižní Indian Wells. Ve 4. kole porazila Justine Heninovou 6–3, 6–3 a ve finále pak Martina Hingisovou 6–3 6–4. Dále hrála finále na turnajích ve Filderstadtu, kde prohrála s Kim Clijstersovou 4–6, 6–3, 6–4, když se jí podařilo vyhrát nad Belgičankou první set v rámci jejich devíti vzájemných utkání.
Během tohoto ročníku se probojovala do semifinále v Linci, New Havenu, Montrealu a Eastbourne. Také dosáhla prvních čtvrtfinálových výsledků na Grand Slamu, když ve 4. kole Wimbledonu porazila Jelenu Dokićovou 6–4, 7–5 a následně prohrála s budoucí vítězkou Serenou Williamsovou. Na US Open zvítězila nad Justine Heninovou 6–1, 3–6, 7–6(4), a poté opět prohrála s budoucí vítězkou Serenou Williamsovou.
Poměr výher a porážek proti hráčkám první světové desítky byl 6–10. Ve dvouhře v rámci Fed Cupu, pak měla poměr 5–1, čímž pomohla Slovensku získat první vítězství v této nejvýznamnější ženské týmové soutěži, když ve finále Slovenky zvítězily nad Španělskem.

### 2003

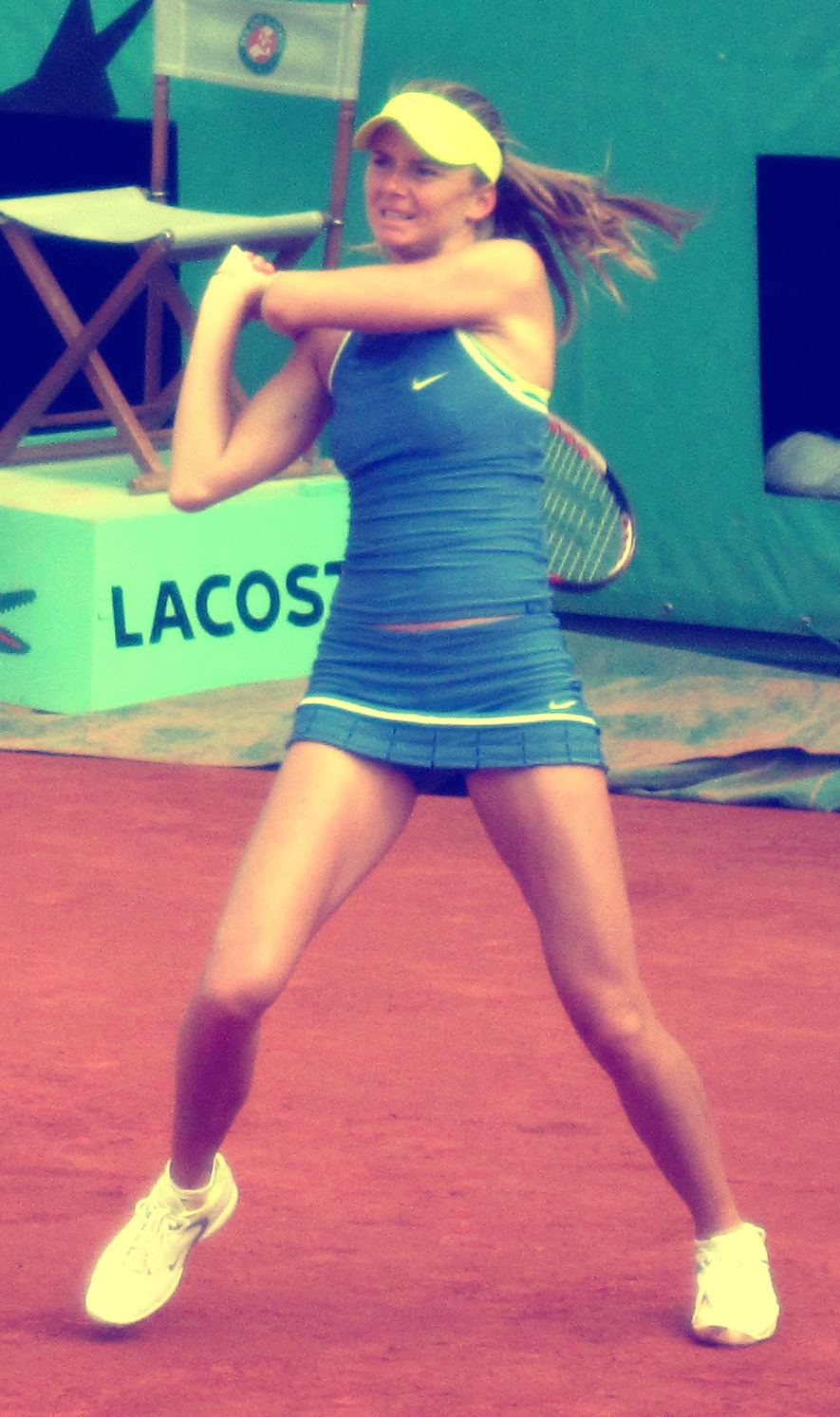
Daniela Hantuchová na French Open 2009.

V lednu vystoupala v žebříčku WTA na svou nejvyšší pozici. 27. ledna 2003 byla poprvé klasifikována na 5. místě ve dvouhře. V této sezóně obhajovala prvenství na Indian Wells z pozice nasazené pětky, ale v osmifinále senzačně podlehla jihoafrické tenistce Amandě Coetzerové 0–6, 0–6. V zápase vytvořila 110 nevynucených chyb. O několik týdnů později vypadla ve 2. kole French Open s mladou Američankou Harkleroadovou výsledkem 0–7, 6–1, 7–9. V zápase zahrála 120 nevynucených chyb. Ve Wimbledonu nezvládla 2. kolo proti Šinobu Asagoeové, když prohrála výsledkem 10–12 v rozhodujícím setu a ve čtrnácté hře mezi výměnami brečela.
Její forma se na dalších turnajích zhoršila. Hráčka přiznala: „Mentálne som to nezvládla. Môj problém je v hlave.“ Na přelomu let 2003 a 2004 také výrazně zhubla, bulvární tisk spekuloval o anorexii. Tyto fámy však tenistka rezolutně odmítla a vysvětlila: „Jednoducho spálim viac kalórií, ako prijmem. Musím jesť viac.“ Její zlom v psychice a výkonnosti byl připisován neschopnosti zvládnout vysoká očekávání ve velmi mladém věku.

### 2004
V této sezóně došlo opět ke vzestupu její formy, když se dostala do finále v Eastbourne. Jako 54. hráčka žebříčku WTA hrála na turnaji díky divoké kartě. V semifinále porazila nejvýše nasazenou Amélii Mauresmovou 4–6, 6–4, 6–4 a ve finále podlehla Světlaně Kuzněcovové, i když už během zápasu podávala na vítězství. Toto finále stálo na začátku dalšího obratu její kariéry. Body z Eastbourne jí posunuly na žebříčku z šesté desítky na 31. místo. Na konci roku prohrála finále v Quebecu s neznámou Kanaďankou Melanií Gloriovou, hráčkou z druhé tisícovky žebříčku.

### 2005
Od sezóny 2002 byl tento rok jejím nejlepší. Probojovala se do finále v Los Angeles, odehrála tři semifinále a šest čtvrtfinále na turnajích WTA. Rok zakončila na 19. místě žebříčku.

### 2006
V této sezóně se probojovala do čtvrtfinále v Sydney, když porazila hráčku první světové desítky Patty Schnyderovou, v Aucklandu skončila v semifinále.

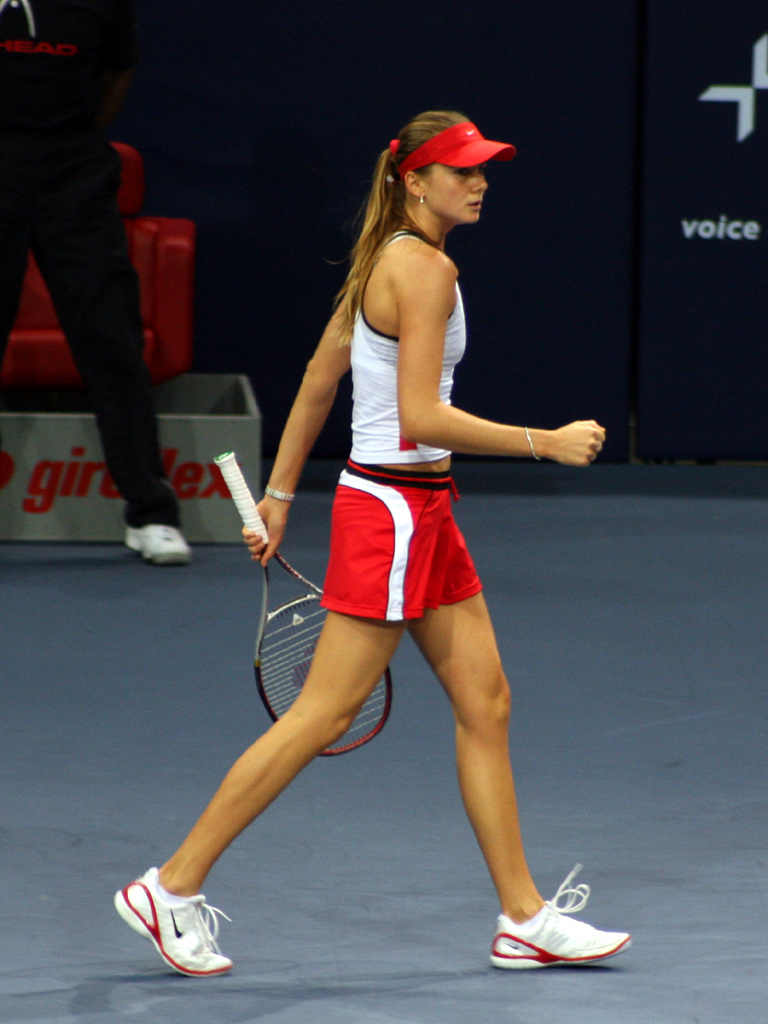
Daniela Hantuchová na Zurich Open 2006.

 Celý tenisový svět překvapila nečekanou výhrou 6–1, 7–6(5) na Australian Open nad obhájkyní titulu a sedminásobnou grandslamovou vítězkou Serenou Williamsovou. Poté ale prohrála se čtvrtou nasazenou Mariou Šarapovovou ve dvou setech. Po opuštění Austrálie však ztratila formu, přesto ještě dokázala vybojovat 4. kola jak na French Open, tak ve Wimbledonu. Na US Open vypadla již ve 2. kole se Serenou Williamsovou, která jí vrátila prohru z prvního grandslamu sezóny.
Týden před turnajem v německém Stuttgartu vyhrála nad Tatianou Golovinovou, ale následně podlehla Dinaře Safinové, aby jí však další týden na stuttgartském turnaji ve 2. kole lehce porazila. Jednalo se o její první vítězství nad hráčkou první desítky žebříčku od ledna daného roku. V říjnu se dostala do finále turnaje Zurich Open. V 1. kole porazila šestou nasazenou Patty Schnyderovou. Ve 2. kole na ní čekala její stabilní spoluhráčka ze čtyřhry Japonka Ai Sugijama. Poté se měla utkat se světovou jedničkou Amélií Mauresmovou, která pro bolesti ramene ale z turnaje odstoupila. V semifinále zdolala světovou hráčku číslo čtyři Světlanu Kuzněcovovou 6–4, 6–2 a ve finále prohrála s druhou nasazenou Mariou Šarapovovou ve třech setech 6–1, 4–6, 6–3. Následně utrpěla zranění, které jí způsobil zásah Mary Pierceové během čtyřhry. Ukázalo se, že se jednalo o dosud nejvážnější poranění v kariéře, kvůli němuž vzdala zápas proti Vesninové v Linci.

### 2007
První turnaj nové sezóny odehrála v Aucklandu na Novém Zélandu, kde po výhře nad krajankou Dominikou Cibulkovou 6–1, 3–6, 6–2, prohrála ve druhém kole s Virginií Razzanovou 6–1, 7–5. Ve zbytku sezóny, která se odehrávala v australském létě, prohrála s Nicole Vaidišovou v 1. kole turnaje v Sydney. Poté se probojovala do 4. kola Australian Open, když porazila Ashley Harkleroadovou ve 3. kole 6–7(6), 7–5, 6-3 a následně podlehla Kim Clijstersové 6–1, 7–5.
Na úvodním turnaji kategorie WTA Tier I roku 2007 pokazila 1. kolo, když nestačila na Robertu Vinciovou 6–4, 6–4. Na dalších akcích v Dubaji a Doha sa dostala do čtvrtfinále, respektive do semifinále. V Dubaji otočila zápas 2. kola s Marií Kirilenkovou 2–6, 6–4, 7–6(4) a ve čtvrtfinále jen těsně prohrála s Amélie Mauresmovou 6–3, 3–6, 6–4. V Doha zvládla čtvrtfinále s Martinou Hingisovou 1–6, 6–4, 6–4, když už prohrávala v zápase 1–6, 1–4. V semifinále ale nestačila na Světlanu Kuzněcovovou 6–4, 6–2.
Na svém sedmém turnaji sezóny vyhrála tehdy druhý titul WTA ve dvouhře, téměř po pěti letech po vítězství na stejném turnaji v kalifornském Indian Wells. Postupně zvítězila nad Kanepiovou 6–1, 2–6, 6–2, Schiavoneovou 6-2, 7-6(3), Hingisovou 6–4, 6–3, Pe'erovou 6–2, 5–7, 7–6(5), Liovou 7–5, 4–6, 6–1 a konečně ve finále nad Kuzněcovovou 6–3, 6–4. Po výhře se posunula na 12. místo klasifikace WTA.

### 2017
6. července 2017 ve Wimbledonu oznámila ukončení profesionální kariéry. Stěžovala si na únavovou zlomeninu žebra.

### Čtyřhra

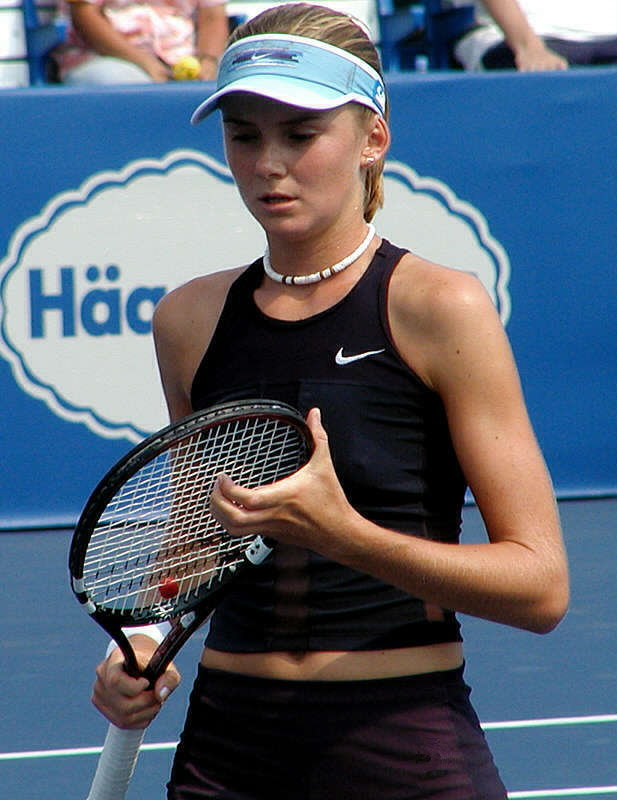
Při hře

Největších úspěchů dosáhla ve čtyřhře, konkrétně ve smíšené čtyřhře, v níž vyhrála čtyři grandslamy. V roce 2001 vyhrála Wimbledon spolu s Leošem Friedlem, v roce 2002 Australian Open s Kevinem Ullyettem, v roce 2005 French Open s Fabrice Santorem a US Open s Maheshem Bhupathim.
V roce 2002 ve Wimbledonu s Ullyettem prohráli finále a na French Open roku 2004 se s Toddem Woodbridgem probojovali do semifinále. V sezóně 2005 na US Open dovršila Grand Slam ve smíšené čtyřhře, když spolu s Maheshem Bhupathim ve finále porazili Katarinu Srebotnikovou a Nenada Zimonjiće 6-4, 6-2. Stala se tak teprve čtvrtou ženou tenisové historii, které se podařilo zkompletovat Grand Slam v mixu. Před ní úspěchu dosáhly jen tři tenisové legendy Margaret Courtová, Billie Jean Kingová a Martina Navrátilová.

### Hopman Cup
Společně s Dominikem Hrbatým vyhráli pro Slovensko Hopmanův pohár roku 2005 v Perthu.

### Fed Cup
Daniela Hantuchová se zúčastnila 20 zápasů ve Fed Cupu za tým Slovenska s bilancí 22-7 ve dvouhře a 4-3 ve čtyřhře.